# Rhacophorus taipeianus
Espèce
Statut de conservation UICN

 NT  : Quasi menacé
Rhacophorus taipeianus est une espèce d'amphibiens de la famille des Rhacophoridae.

## Répartition
Cette espèce est endémique du comté de Nantou dans le Nord de Taïwan. Elle est présente jusqu'à 1 500 m d'altitude,.

## Description
Rhacophorus taipeianus mesure de 35 à 45 mm pour les mâles et de 45 à 55 mm pour les femelles. Son dos est vert, toutefois cette espèce est capable de changer de couleur, pouvant passer du brun foncé au vert clair. Certains individus présentent des taches blanches, jaunes ou bleues. Son ventre est jaune taché de brun ; son abdomen est blanc jaunâtre. La face interne de ses cuisses est tachetée de brun foncé.

## Étymologie
Cette espèce est nommée en référence au lieu de sa découverte, la ville de Taipei.

## Publication originale
- Liang & Wang, 1978 : A new tree frog, Rhacophorus taipeiensis, (Anura:Rhacophoridae) from Taiwan (Formosa). Quarterly journal of the Taiwan Museum, vol. 31, no 1-2, p. 185-202.